# Droga wojewódzka 343
Die Droga wojewódzka 343 (DW 343) ist eine einen Kilometer lange Droga wojewódzka (Woiwodschaftsstraße) in der polnischen Woiwodschaft Niederschlesien, die den Bahnhof Oborniki Śląskie in Oborniki Śląskie mit der Droga wojewódzka 342 verbindet. Die Strecke liegt im Powiat Trzebnicki.

## Streckenverlauf
Woiwodschaft Niederschlesien, Powiat Trzebnicki
-  Oborniki Śląskie (Obernigk) (DW 340, DW 342)